# 橙胸小黑異菊虎
橙胸小黑異菊虎（Lycocerus aurantiacus）為菊虎科異菊虎屬下的一個種。

## 物種描述
複眼黑色，頭部黑色，觸角黑色但前2或3節帶黃色調，大顎黃褐色，前胸背板橙色而中央具一縱狀黑斑，翅鞘黑色，足黑色但基節或多或少黃褐色，前胸腹板橙色，中胸、後胸腹板和腹部可見板片黑色，但腹部可見板片邊緣為黃褐色。體覆柔軟帶蒼白細毛，頭楯前緣 嵌著蒼白刺毛，觸角、翅鞘及足混雜著帶蒼白色刺毛。頭約長寬相等，頭後部稍具凹陷，延著頭楯端緣和眼前側區凹平，表面密布淺點刻且略具光澤，頭楯端緣弓形並於中央略為凹陷，眼不大，渾圓而不太突出，下唇鬚末節圓斧狀，小顎鬚末節圓斧狀並有點細長，觸角細長，勉強超過翅鞘一半長度，所有觸角小節不具縱溝。前胸背板近於正方形，前緣和後緣呈弓形，側緣輕微呈波浪狀且兩側稍微向後端分歧，前緣角圓弧形，後緣角圓鈍，盤區後側區突起而前側區凹陷，後半部中央有明顯縱溝，表面光滑而略有光澤，小楯片三角形而端部圓弧。翅鞘兩側近於平行，表面密布細微點刻而略有光澤。足細長，腿節幾乎筆直，脛節除了基部稍微彎曲外幾乎筆直，爪式簡單。
雄蟲與雌蟲外型與雄蟲相似，惟雌蟲體幅較雄蟲寬，眼略為小於雄蟲，觸角明顯短於公蟲而勉強超過肩部。第七可見腹板兩側凹陷而形成左右各一三角形側瓣片和一發達的中瓣，中辦中央有一三角形凹陷。
本種近似於褐前胸背板型的小青黑異菊虎（Lycocerus nigripennis）和中國大陸產的灰毛小黑異菊虎（Lycocerus griseopubens）。可從其雄蟲觸角小節較長、翅鞘表面稍具微弱光澤、前胸背板角狀突起尖銳明顯。陽莖器腹突粗壯，末端誇張擴張，端部稍稍向內彎曲；背板突出而向末端變窄，稍稍長於腹突，末緣圓弧。

## 棲地與分布
分布於臺灣南部海拔約 1000 公尺山區。

## 生物學
本種在夜間會有趨光性。

## 分類學
本種為菊虎科異菊虎屬下的一個種。

## 發現過程
2016年，台灣大學昆蟲系楊平世教授、柯俊成教授，及學生蕭昀等人，和日本倉敷市立自然史博物館奧島雄一合作，發表了四新種菊虎科甲蟲。其中一種根據其橙紅色的前胸背板命名為橙胸小黑異菊虎。其餘三種分別命名為奕霆紋繪異菊虎、福音小黑異菊虎，和金太郎小黑異菊虎。